# USS America (CV-66)
USS America (CV-66) byla letadlová loď Námořnictva Spojených států, která působila ve službě v letech 1965–1996. Jednalo se o třetí a poslední jednotku třídy Kitty Hawk. Stala se třetím plavidlem amerického námořnictva, které neslo toto jméno, a zároveň dosud poslední vyrobenou americkou letadlovou lodí, která nebyla pojmenována po některé z osobností. Vyrobena a zařazena byla jako útočná letadlová loď podporující letecké boje s označením CVA-66, v roce 1975 byla překlasifikována na víceúčelovou letadlovou loď (CV-66), umožňující i boj proti ponorkám.

## Historie

### Stavba
Stavba letadlové lodi USS America byla zahájena založením kýlu 9. ledna 1961. Křest a spuštění na vodu se konalo 1. února 1964, loď byla pokřtěna manželkou amerického admirála Davida L. McDonalda. Do služby byla zařazena 23. ledna 1965.

### Operační nasazení
První plavba v ostré službě vedla do Středozemního moře v roce 1965. America byla nasazena v řadě konfliktů, například ve vietnamské válce, bombardování Tripolosu a Benghází a v operacích Pouštní štít a Pouštní bouře.

### Vyřazení ze služby
Oficiálně byla vyřazena ze služby 9. srpna 1996. Dne 14. května 2005 byla jako cvičný cíl potopena přibližně 400 km jihovýchodně od mysu Hatteras.

## Odraz v populární kultuře
- Plavidlo je součástí počítačové hry, leteckého simulátoru firmy MicroProse z roku 1988 F-19 Stealth Fighter. Některé mise ve Středomoří začínají startem z její paluby.